# Harald Grobner

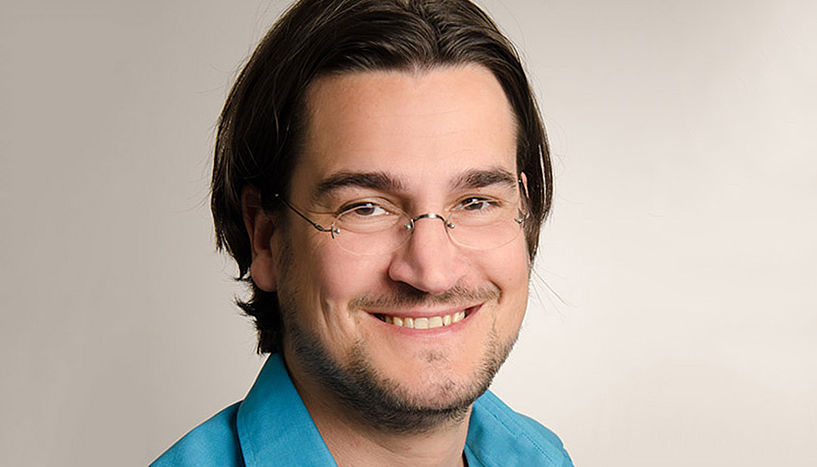
Harald Grobner (2016)

Harald Grobner (* 4. Dezember 1980 in Neunkirchen) ist ein österreichischer Mathematiker an der Fakultät für Mathematik der Universität Wien. Seine mathematische Forschung beschäftigt sich mit algebraischen und zahlentheoretischen Fragestellungen des Langlands-Programms.

## Leben
Harald Grobner studierte Mathematik, Philosophie und Klassische Philologie an der Universität Wien, wo er 2005 graduierte. Von 2005 bis 2007 dissertierte er in Mathematik an der Université Paris VI und an der Universität Wien, wo er seine Dissertation bei Joachim Schwermer 2007 verteidigte.
Harald Grobner forschte am Erwin-Schrödinger-Institut für Mathematische Physik in Wien, dem Max-Planck-Institut für Mathematik in Bonn und der Fakultät für Mathematik der Universität Wien, bevor er 2010 mit einem Schrödinger Grant des FWF ausgezeichnet wurde. Von 2010 bis 2013 war er Gastforscher an der Oklahoma State University, dem Max-Planck-Institut für Mathematik in Bonn und dem Institut de mathématiques de Jussieu in Paris. 2014 wurde Harald Grobner für seine Forschung über automorphe Kohomologie und Rationalität spezieller L-Werte an der Universität Wien für das Fach Mathematik habilitiert.
Im August 2016 wurde Harald Grobner auf eine permanente Stelle an die Fakultät für Mathematik der Universität Wien aufgenommen. Von Oktober 2016 bis Oktober 2022 leitete er das vom FWF START-Programm geförderte internationale Forschungsprojekt „Spezielle L-Werte und p-adische L-Funktionen“, zudem von 2020 bis Ende 2023 ein zusätzliches Forschungsprojekt mit dem Titel „Automorphe Modelle und L-Werte für globale Algebren“. Ende 2023 bekam er ein weiteres Forschungsprojekt des FWF, „New aspects of automorphic and smooth-automorphic forms“, mit vierjähriger Laufzeit zugesprochen.
Im Sommer 2023 erschien Grobners Buch Smooth-automorphic forms and smooth-automorphic representations. Darin wird die Theorie der „glatt-automorphen“ Formen und ihrer Darstellungen zum ersten Mal in Buch-Form strukturell und konzeptionell abgehandelt.
Harald Grobner ist einer der Organisatoren des Wiener Forschungsseminars „Algebra and Number Theory“, welches seit Herbst 2018 (damals noch unter dem Namen „Number Theory Seminar“) führende, internationale Experten auf dem Gebiet der Zahlentheorie zu Gastvorträgen an die Universität Wien einlädt.

## Privates
Harald Grobner lebt in Wien und ist Vater eines Sohnes und einer Tochter.

## Auszeichnungen
- 2008: Promotion sub auspiciis praesidentis rei publicae durch den österreichischen Bundespräsidenten Heinz Fischer.[11]
- 2008: Würdigungspreis des österreichischen Ministeriums für Wissenschaft und Forschung.
- 2016: START-Preis[12] des FWF. Sein stark international ausgerichtetes mathematisches Forschungsprogramm befasste sich mit algebraischen und zahlentheoretischen Fragestellungen des Langlands-Programms.[2]
- 2024: Edmund und Rosa Hlawka-Preis für Mathematik (zusammen mit Clemens Müllner) der Österreichischen Akademie der Wissenschaften (ÖAW)[13]